# Charles Harington Harington
Charles Harington Harington, né le 31 mai 1872 à Chichester et mort le 22 octobre 1940 à Cheltenham, est un homme politique et militaire britannique qui fut gouverneur de Gibraltar de mai 1933 à août 1938.